# Back in the UK
A Back in the U.K. a Scooter 1995-ben megjelent kislemeze, az első kislemez az Our Happy Hardcore című albumukról. A dal eredetileg az 1960-as években bemutatott Miss Marple brit TV-sorozat főcímdalának a feldolgozása. (Ron Goodwin - Murder She Says). A dal a mai napig népszerű a rajongók körében. A kislemezből külön változat készült Írország részére "Back In Ireland" címmel.

## Számok listája
1. Back In The U.K. (Long Version) – 05:24
2. Back In The U.K. (Radio Version) – 03:25
3. Unity Without Words Part II – 05:28
4. Crank It Up – 04:08

A bakelitváltozatra a Radio Version nem került fel. Ez a változat megegyezik az Our Happy Hardcore albumra került változattal. A Long Version-höz tartozik egy megjegyzés a borítón ("Live At Kellys"), A kazettára csak a Radio Version és a Crank It Up került fel, mindkét oldalra ugyanúgy. A "Unity Without Words Part II" a nevével ellentétben nem közvetlen folytatása a Part I-nek, hanem sokkal inkább a "Back In the U.K." club mix változata. Hossza tévesen került rögzítésre a borítón, a valóságban egy perccel rövidebb.

### Back In The UK - The Remixes
1996. január 18-án jelent meg a kislemez remixeit tartalmazó kiadvány, CD-n illetve bakeliten.
1. Back In The U.K. (Tom Wilson Mix)  - 05:49
2. Back In Villabajo - 05:58
3. Back In The U.K. (Double M's Bassss Mix) - 07:13
4. Back In Kellys Mix (Paddy Frazer Mix) - 06:44
5. Back In The U.K. (Double M's Bassss Dub Mix) - 07:13

## Back In Ireland
Írországban a kislemez "Back In Ireland" címmel jelent meg, a Union Jack helyett egy füves rétet ábrázoló zöld háttérrel a borítón. Ez teljesen megegyezett az alapváltozattal (bár újrafelvették), de a refrén szövege megváltozott a címmel együtt, illetve a "somewhere in England"-et "somewhere in Ireland"-re cserélték, ahol hallható. A "Unity Without Words Part II" hosszát itt is tévesen jelölték meg.  A remix-kislemez nem jelent meg külön.
1. Back In Ireland (Long Version) - 5:24
2. Back In Ireland (Radio Version) - 3:25
3. Unity Without Words Part II - 5:28
4. Crank It Up - 4:08

## Más változatok
Népszerűsége ellenére a dal nem rendszeres koncertprogram. 2013-2014-ben került vissza a műsorra, ekkor a "Rebel Yell"-lel egybedolgozva, nem teljes hosszúságban, kissé módosított zenei alapokkal, és szövegében Ferris helyett már Michael Simonra történő utalással. 2018-ban pár alkalommal az ausztrál turnéhelyszíneken is játszották, ekkor teljes hosszúságban.
A "The Gutter Techno Experience" albumra Shitmat változatában került fel a dal.
A "Crank It Up" az Our Happy Hardcore albumra is fölkerült. Ez volt a főcímzenéje a Da Ali G Show című TV-műsorban Brüno, a homoszexuális osztrák divatriporter blokkjának (Funkyzeit Brünoval). Amikor 2009-ben megjelent a Brüno című film, a filmbe is bekerült pár másodperc erejéig egy átdolgozott változata ennek a számnak. A filmhez kapcsolódóan megjelent a "The Albüm" című válogatáslemez, erre mint "Brüno's Vienna Calling Mix" került fel, a valóságban azonban megegyezik az albumváltozattal.

## Közreműködtek
- H.P. Baxxter (szöveg)
- Rick J. Jordan, Ferris Bueller (zene)
- Jens Thele (producer)
- Marc Schilkowski (borító)
- Michael Malfer (fényképek)
- Tom Wilson (Tom Wilson Mix)
- Nils Ruzicka (Back In Villabajo)
- Matthias Menck (Double M's Bassss Mix és Double M's Bassss Dub Mix)
- Paddy Frazer (Back In Kellys Mix)
- Lars Swinga (külön köszönet Matthias Menck részéről az inspirációért)